# Tinnis
Tinnis – dawne miasto w Egipcie, położone na wyspie na jeziorze Buhajrat al-Manzila. Ważny port i ośrodek tkactwa. Obecnie stanowisko archeologiczne.

## Historia
Najstarsze znalezione wzmianki o tym mieście, jeszcze pod koptyjską nazwą Thennesos pochodzą z zapisków Jana Kasjana, który odwiedził Egipt w IV wieku n.e. Według niego Tinnis czerpało zyski z istnienia dużego portu, gdyż otoczenie (słonawe bagna) uniemożliwiało prowadzenie upraw.
Po arabskim podboju Egiptu w 642 roku miasto rozkwitło. W IX wieku otoczono miasto murami, wybudowano cysterny na wodę (pobieraną z Nilu w czasie jego przyboru, za pomocą kół wodnych) i targ. W mieście rozwinął się przemysł tekstylny, a wyroby z warsztatów w Tinnis, wysokiej jakości i wartości, znane były szeroko.
W warsztatach tkackich pracowało wielu koptów, a miasto było siedzibą biskupa do XI wieku.
W XII wieku miasto było celem wielu napadów od strony morza. Stopniowo pustoszało, aż pozostał w nim tylko garnizon w forcie, który też zlikwidowano w XIII wieku po V krucjacie. Niemniej co najmniej do XV wieku wyspa była znanym miejscem odpoczynku dla podróżnych.
Gruz pozostały po mieście był użyty do blokowania kanałów w czasie wojny w 1821 roku, a w 1907 roku cegieł z wyspy użyto do odbudowy pobliskiego miasta Al-Matarijja.

## Prace archeologiczne
Wykopaliska na terenie Tinnis prowadzone były już na początku XX wieku, ale zachowało się po nich niewiele zapisków i wydobytych przedmiotów. W latach 1979–2011 prowadzono prace na zlecenie Ministerstwa Starożytności. Od 2004 roku wielokrotnie badały teren ekspedycje archeologów z University of
Southampton i University of Exeter, które używały nowoczesnych metod, takich jak magnetometria, georadar i zdjęcia satelitarne. Zlokalizowano miejsce murów miejskich, fortu, bazyliki, meczetu, targu, karawanseraju i kilkanaście cystern z systemem kanałów do ich obsługi.
Podczas wykopalisk odkryto też dużą liczbę drobnych przedmiotów ceramicznych i metalowych, w tym porcelanę z Chin i Iranu.

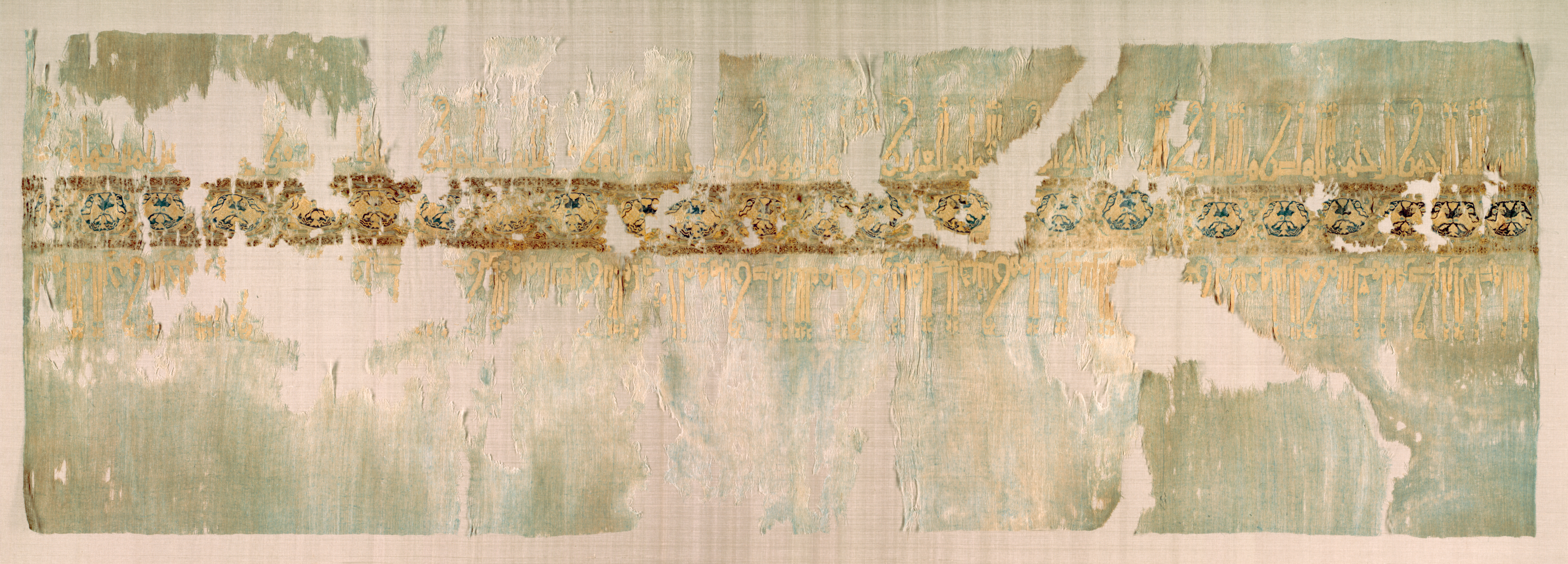
fragment tkaniny ozdobnej z Tinnis